# جمعية الصليب الأحمر في جنوب السودان
جمعية الصليب الأحمر في جنوب السودان (بالإنجليزية:South Sudan Red Cross) ، هي جمعية طبية تقع في جوبا عاصمة جنوب السودان ، أسست الجمعية سنة 2011م.

## وصلات خارجية
- (بالإنجليزية)الموقع الرسمي لجمعية الصليب الأحمر الجنوب السوداني نسخة محفوظة 18 ديسمبر 2014 على موقع واي باك مشين.